# Potentilla guilliermondii
Potentilla guilliermondii är en rosväxtart som beskrevs av Emberger och Maire. Potentilla guilliermondii ingår i Fingerörtssläktet som ingår i familjen rosväxter.

## Underarter
Arten delas in i följande underarter:
- P. g. genuina
- P. g. brachypetala